# (400014) 2006 KD108
(400014) 2006 KD108 es un asteroide perteneciente al cinturón de asteroides, descubierto el 19 de abril de 2006 por el equipo del Mount Lemmon Survey desde el Observatorio del Monte Lemmon, Arizona, Estados Unidos.

## Designación y nombre
Designado provisionalmente como 2006 KD108.

## Características orbitales
2006 KD108 está situado a una distancia media del Sol de 2,359 ua, pudiendo alejarse hasta 2,686 ua y acercarse hasta 2,031 ua. Su excentricidad es 0,138 y la inclinación orbital 8,165 grados. Emplea 1323,64 días en completar una órbita alrededor del Sol.

## Características físicas
La magnitud absoluta de 2006 KD108 es 17,3.